# Saison 2 de The Voice Kids (France)
 (septembre 2021).
- Si vous ne connaissez pas le sujet, laissez ce bandeau (vous pouvez alors contacter les auteurs).
- Si vous supprimez le contenu mis en cause (vous pouvez préalablement contacter les auteurs),

argumentez précisément cette suppression dans la page de discussion
(un manque de référence n'est pas un argument ; une recherche réelle de référence doit avoir été effectuée, être formellement documentée).
 (septembre 2015).
Si vous disposez d'ouvrages ou d'articles de référence ou si vous connaissez des sites web de qualité traitant du thème abordé ici, merci de compléter l'article en donnant les références utiles à sa vérifiabilité et en les liant à la section « Notes et références ».
La saison 2 de The Voice Kids a été diffusée du 25 septembre 2015 au 23 octobre 2015 sur TF1. Jane Constance est la gagnante de cette saison.

## Jour de diffusion
Comparé à la précédente saison de The Voice Kids et aux autres saisons de The Voice, c'est la première fois que l'émission est diffusée le vendredi au lieu du samedi en raison de la Coupe du monde de rugby.

## Coachs et candidats
Le jury est constitué de :
- Louis Bertignac, auteur-compositeur-interprète et guitariste français.
- Jenifer, chanteuse française ;
- Patrick Fiori, auteur-compositeur-interprète français ;

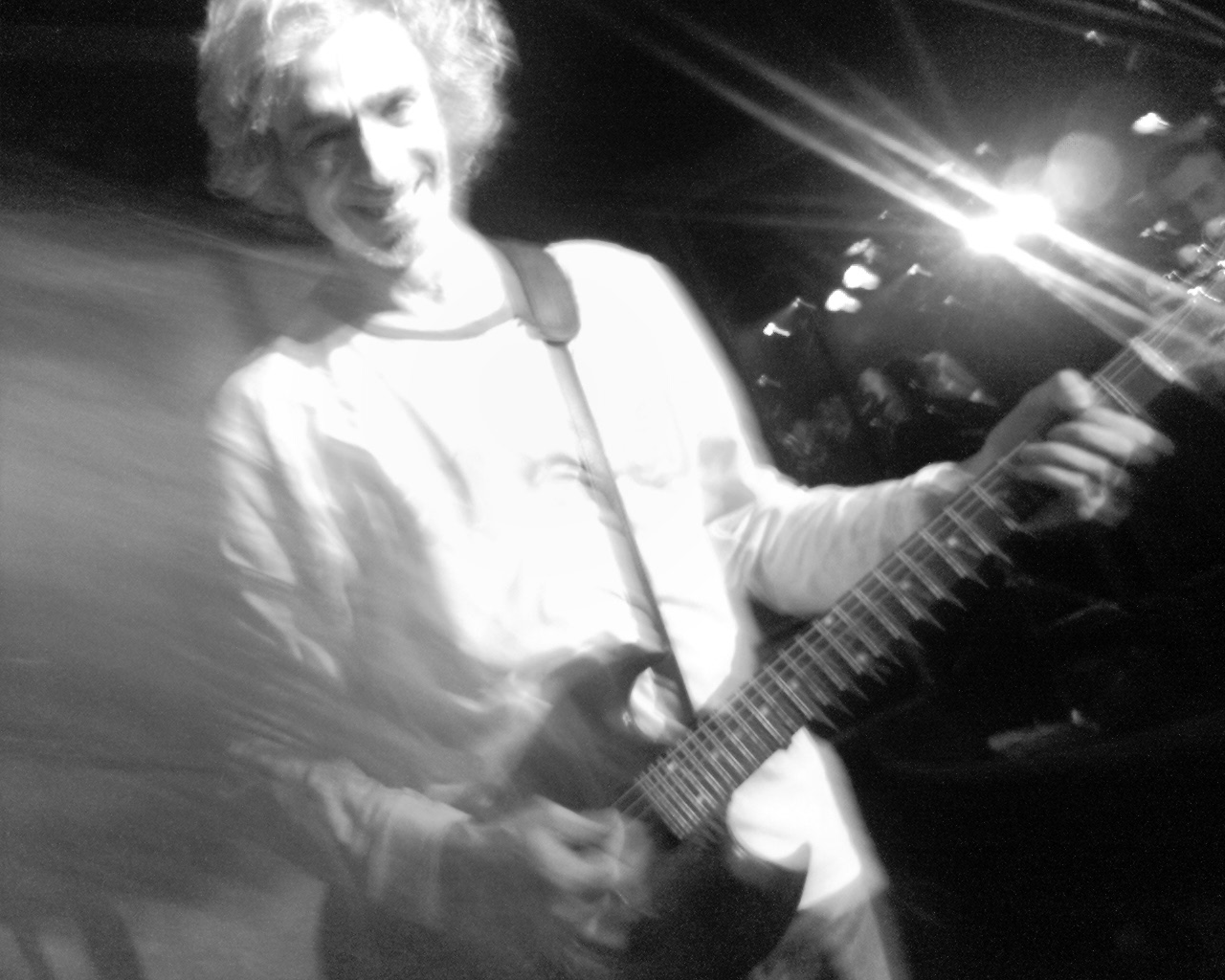
Louis Bertignac
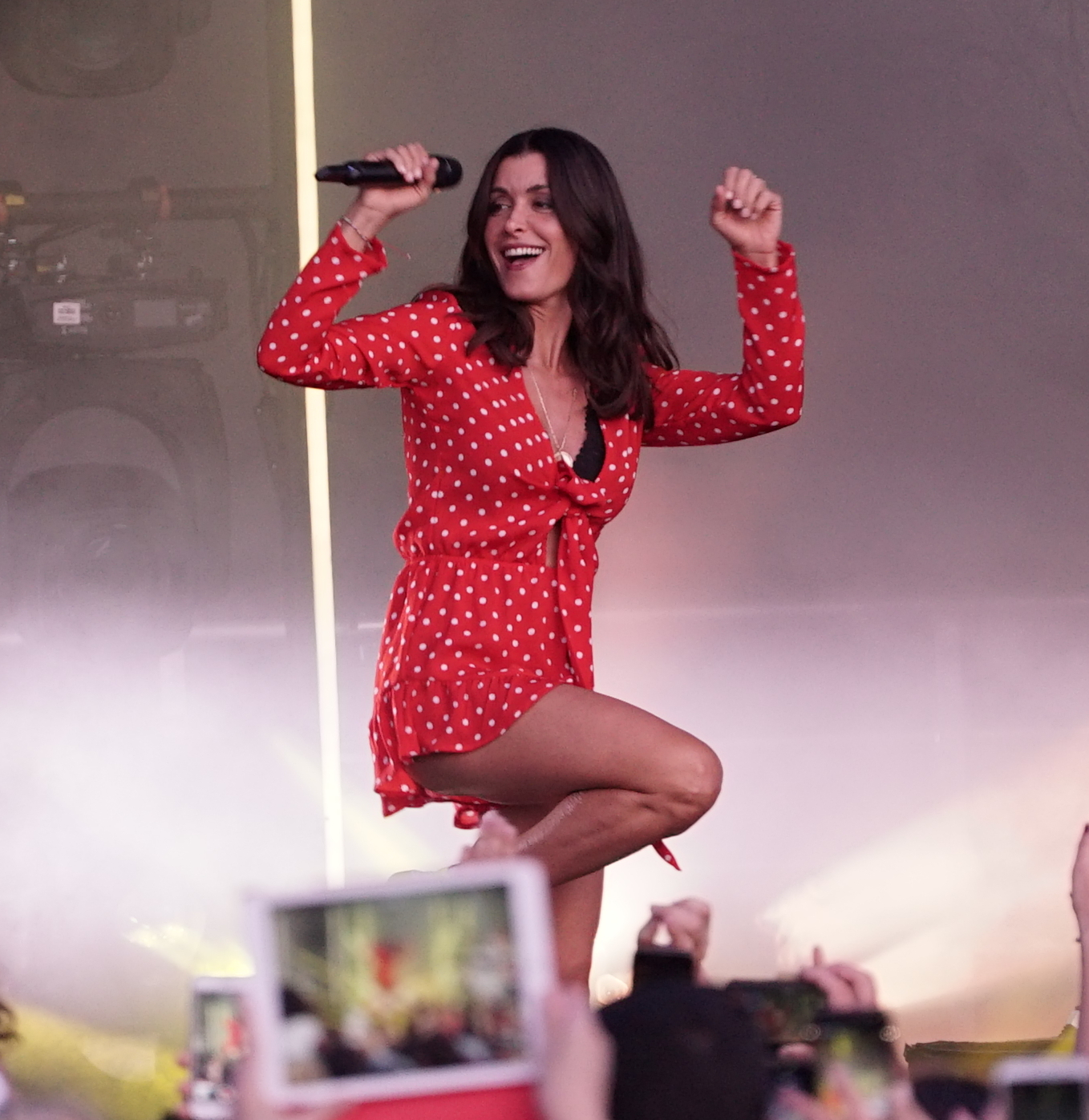
Jenifer
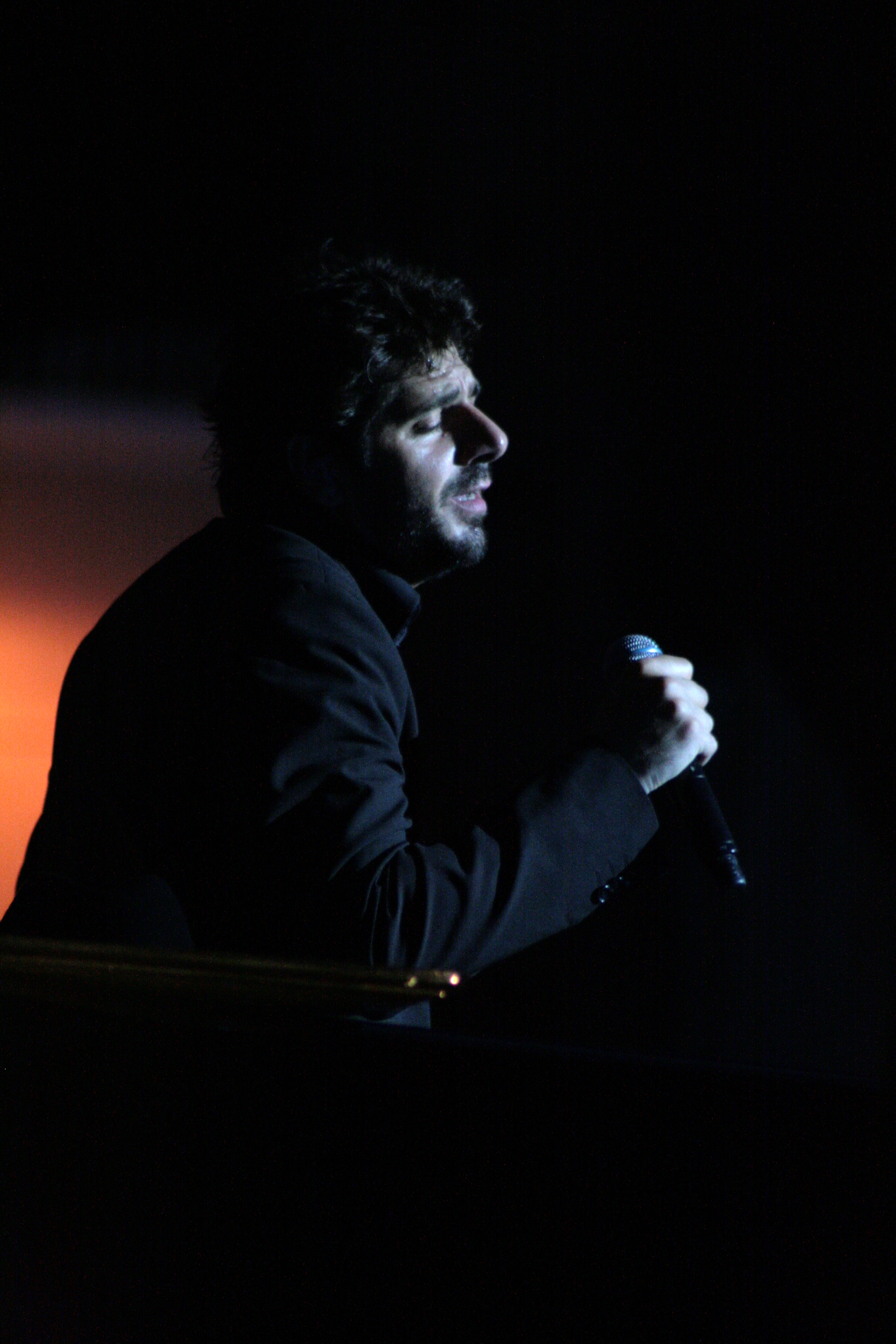
Patrick Fiori

- Vainqueur
- Deuxième
- Troisième

| Étapes               | # | Patrick Fiori | Jenifer  | Louis Bertignac |
| -------------------- | - | ------------- | -------- | --------------- |
| Finalistes           | 1 | Jane          | Lisandro | Léo             |
| Finalistes           | 2 | Swany         | Lisandru | Coline          |
| Finalistes           | 3 | Phoebe        | Justine  | Laura           |
| Éliminés aux Battles | 4 | Satine        | Jacob    | Selena          |
| Éliminés aux Battles | 5 | Eyma          | Élisa    | Amandine        |
| Éliminés aux Battles | 6 | Lenni-Kim     | Johan    | Shaina          |
| Éliminés aux Battles | 7 | Bilal         | Éméline  | Joseph          |
| Éliminés aux Battles | 8 | Théo          | Medhi    | Julia           |
| Éliminés aux Battles | 9 | Naomi         | Ferhat   | Arthur          |

## Déroulement

### Étape 1: Les auditions à l'aveugle
Le principe est, pour chaque coach, de choisir les meilleurs candidats présélectionnés par la production. Lors des prestations de chaque candidat, chaque juré et futur coach est assis dans un fauteuil, dos à la scène et face au public, et écoute la voix du candidat sans le voir (d'où le terme « auditions à l'aveugle ») : lorsqu'il estime qu'il est en présence d'un candidat, le juré appuie sur un buzzer devant lui, qui retourne alors son fauteuil face au candidat, ce qui signifie que le juré, qui découvre enfin physiquement le candidat, est prêt à coacher le candidat et le veut dans son équipe. Si le juré est seul à s'être retourné, alors le candidat va par défaut dans son équipe. Par contre, si plusieurs jurés se retournent, c'est alors au candidat de choisir quel coach il veut rejoindre.
Pour cette deuxième saison, chaque coach doit constituer une équipe de 9 candidats minimum.

#### Épisode 1: les auditions à l'aveugle (1)
Le premier épisode est diffusé le 25 septembre 2015 à 20h55.
| Ordre | Candidat | Chanson                                         | Choix des coachs et des candidats      | Choix des coachs et des candidats      | Choix des coachs et des candidats      | Choix des coachs et des candidats |
| Ordre | Candidat | Chanson                                         | Louis Bertignac                        | Jenifer                                | Patrick Fiori                          |                                   |
| ----- | -------- | ----------------------------------------------- | -------------------------------------- | -------------------------------------- | -------------------------------------- | --------------------------------- |
| 1     | Lisandru | Un jour au mauvais endroit - Calogero           | Le candidat rejoint l'équipe du coach. | Le candidat rejoint l'équipe du coach. | Le candidat rejoint l'équipe du coach. |                                   |
| 2     | Eyma     | On ira - Zaz                                    | —                                      | —                                      | Le candidat rejoint l'équipe du coach. |                                   |
| 3     | Lisandro | Run to You - Whitney Houston                    | Le candidat rejoint l'équipe du coach. | Le candidat rejoint l'équipe du coach. | Le candidat rejoint l'équipe du coach. |                                   |
| 4     | Lévanah  | Libérée, délivrée - Anaïs Delva                 | —                                      | —                                      | —                                      |                                   |
| 5     | Justine  | Toxic - Britney Spears                          | Le candidat rejoint l'équipe du coach. | Le candidat rejoint l'équipe du coach. | Le candidat rejoint l'équipe du coach. |                                   |
| 6     | Mehdi    | Girl on Fire - Alicia Keys                      | —                                      | Le candidat rejoint l'équipe du coach. | —                                      |                                   |
| 7     | Swany    | A mi manera - Version gypsy de Comme d'habitude | —                                      | Le candidat rejoint l'équipe du coach. | Le candidat rejoint l'équipe du coach. |                                   |
| 8     | Jane     | The Prayer - Andrea Bocelli et Céline Dion      | Le candidat rejoint l'équipe du coach. | Le candidat rejoint l'équipe du coach. | Le candidat rejoint l'équipe du coach. |                                   |
| 9     | Amandine | Mercy - Duffy                                   | Le candidat rejoint l'équipe du coach. | —                                      | —                                      |                                   |
| 10    | Martin   | Qui a le droit… - Patrick Bruel                 | —                                      | —                                      | —                                      |                                   |
| 11    | Joseph   | Video Games - Lana Del Rey                      | Le candidat rejoint l'équipe du coach. | Le candidat rejoint l'équipe du coach. | Le candidat rejoint l'équipe du coach. |                                   |

#### Épisode 2: les auditions à l'aveugle (2)
Le deuxième épisode est diffusé le 2 octobre 2015 à 20h55.
| Ordre | Candidat  | Chanson                                   | Choix des coachs et des candidats      | Choix des coachs et des candidats      | Choix des coachs et des candidats      | Choix des coachs et des candidats |
| Ordre | Candidat  | Chanson                                   | Louis Bertignac                        | Jenifer                                | Patrick Fiori                          |                                   |
| ----- | --------- | ----------------------------------------- | -------------------------------------- | -------------------------------------- | -------------------------------------- | --------------------------------- |
| 1     | Julia     | I Will Always Love You - Whitney Houston  | Le candidat rejoint l'équipe du coach. | —                                      | —                                      |                                   |
| 2     | Lenni-Kim | Rather Be - Clean Bandit et Jess Glynne   | —                                      | Le candidat rejoint l'équipe du coach. | Le candidat rejoint l'équipe du coach. |                                   |
| 3     | Estelle   | Je veux - Zaz                             | —                                      | —                                      | —                                      |                                   |
| 4     | Coline    | People Help the People - Birdy            | Le candidat rejoint l'équipe du coach. | Le candidat rejoint l'équipe du coach. | Le candidat rejoint l'équipe du coach. |                                   |
| 5     | Bilal     | Rise Like a Phoenix - Conchita Wurst      | Le candidat rejoint l'équipe du coach. | Le candidat rejoint l'équipe du coach. | Le candidat rejoint l'équipe du coach. |                                   |
| 6     | Elisa     | Changer - Maître Gims                     | —                                      | Le candidat rejoint l'équipe du coach. | —                                      |                                   |
| 7     | Johan     | Someone Like You - Adele                  | Le candidat rejoint l'équipe du coach. | Le candidat rejoint l'équipe du coach. | —                                      |                                   |
| 8     | Phoebe    | Something's Got a Hold on Me - Etta James | Le candidat rejoint l'équipe du coach. | Le candidat rejoint l'équipe du coach. | Le candidat rejoint l'équipe du coach. |                                   |
| 9     | Satine    | Il m'a montré à Yoodler - Manon Bédard    | —                                      | —                                      | Le candidat rejoint l'équipe du coach. |                                   |
| 10    | Maeva     | Je viens du sud - Michel Sardou           | —                                      | —                                      | —                                      |                                   |
| 11    | Arthur    | Knockin' on Heaven's Door - Bob Dylan     | Le candidat rejoint l'équipe du coach. | Le candidat rejoint l'équipe du coach. | Le candidat rejoint l'équipe du coach. |                                   |

#### Épisode 3: les auditions à l'aveugle (3)
Le troisième épisode est diffusé le 9 octobre 2015 à 20h55.
| Ordre | Candidat | Chanson                                              | Choix des coachs et des candidats      | Choix des coachs et des candidats      | Choix des coachs et des candidats      | Choix des coachs et des candidats |
| Ordre | Candidat | Chanson                                              | Louis Bertignac                        | Jenifer                                | Patrick Fiori                          |                                   |
| ----- | -------- | ---------------------------------------------------- | -------------------------------------- | -------------------------------------- | -------------------------------------- | --------------------------------- |
| 1     | Laura    | L'amour existe encore - Céline Dion                  | Le candidat rejoint l'équipe du coach. | —                                      | —                                      |                                   |
| 2     | Théo     | Air de la Reine de la nuit - Wolfgang Amadeus Mozart | Le candidat rejoint l'équipe du coach. | Le candidat rejoint l'équipe du coach. | Le candidat rejoint l'équipe du coach. |                                   |
| 3     | Marine   | Rolling in the Deep - Adele                          | —                                      | —                                      | —                                      |                                   |
| 4     | Éméline  | Chandelier - Sia                                     | Le candidat rejoint l'équipe du coach. | Le candidat rejoint l'équipe du coach. | Le candidat rejoint l'équipe du coach. |                                   |
| 5     | Selena   | I Have Nothing - Whitney Houston                     | Le candidat rejoint l'équipe du coach. | Le candidat rejoint l'équipe du coach. | Le candidat rejoint l'équipe du coach. |                                   |
| 6     | Shaina   | Wrecking Ball - Miley Cyrus                          | Le candidat rejoint l'équipe du coach. | Le candidat rejoint l'équipe du coach. | Le candidat rejoint l'équipe du coach. |                                   |
| 7     | Jacob    | All of Me - John Legend                              | —                                      | Le candidat rejoint l'équipe du coach. | —                                      |                                   |
| 8     | Naomie   | Paris-Seychelles - Julien Doré                       | —                                      | —                                      | Le candidat rejoint l'équipe du coach. |                                   |
| 9     | Ethan    | Caresse sur l'océan - Les Choristes                  | —                                      | —                                      | —                                      |                                   |
| 10    | Léo      | I Will Always Love You - Whitney Houston             | Le candidat rejoint l'équipe du coach. | —                                      | —                                      |                                   |
| 11    | Ferhat   | Stay - Rihanna                                       | —                                      | Le candidat rejoint l'équipe du coach. | —                                      |                                   |

À l'issue des auditions, les trois équipes sont constituées comme suit :
| Louis Bertignac | Jenifer  | Patrick Fiori |
| --------------- | -------- | ------------- |
| Amandine        | Lisandru | Eyma          |
| Joseph          | Lisandro | Swany         |
| Julia           | Justine  | Jane          |
| Coline          | Mehdi    | Lenni-Kim     |
| Arthur          | Elisa    | Bilal         |
| Laura           | Johan    | Phoebe        |
| Selena          | Éméline  | Satine        |
| Shaina          | Jacob    | Théo          |
| Léo             | Ferhat   | Naomi         |

### Étape 2: Les battles
Au sein de leurs équipes, les coachs ont créé des trios de candidats, selon les registres vocaux de leurs candidats, pour chanter une chanson. À chaque prestation de trio, l'un des trois est qualifié pour l'étape suivante (la finale en direct) par son coach, et les deux autres sont définitivement éliminés.
Légende
- Le talent a remporté la Battle
- Le talent a perdu la Battle

| Coach           | Ordre | Gagnant  | Chanson                                       | Perdants  |
| --------------- | ----- | -------- | --------------------------------------------- | --------- |
| Jenifer         | 1     | Lisandro | My Girl - Michael Jackson                     | Ferhat    |
| Jenifer         | 1     | Lisandro | My Girl - Michael Jackson                     | Medhi     |
| Patrick Fiori   | 2     | Jane     | Vieillir avec toi - Florent Pagny             | Naomi     |
| Patrick Fiori   | 2     | Jane     | Vieillir avec toi - Florent Pagny             | Théo      |
| Louis Bertignac | 3     | Coline   | I Wanna Dance with Somebody - Whitney Houston | Arthur    |
| Louis Bertignac | 3     | Coline   | I Wanna Dance with Somebody - Whitney Houston | Julia     |
| Jenifer         | 4     | Lisandru | Yalla - Calogero                              | Éméline   |
| Jenifer         | 4     | Lisandru | Yalla - Calogero                              | Johan     |
| Patrick Fiori   | 5     | Swany    | Love Is All - Roger Glover                    | Bilal     |
| Patrick Fiori   | 5     | Swany    | Love Is All - Roger Glover                    | Lenni-Kim |
| Louis Bertignac | 6     | Laura    | You Can't Hurry Love - The Supremes           | Joseph    |
| Louis Bertignac | 6     | Laura    | You Can't Hurry Love - The Supremes           | Shaina    |
| Jenifer         | 7     | Justine  | Raggamuffin - Selah Sue                       | Élisa     |
| Jenifer         | 7     | Justine  | Raggamuffin - Selah Sue                       | Jacob     |
| Patrick Fiori   | 8     | Phoebe   | Forever Young - Alphaville                    | Eyma      |
| Patrick Fiori   | 8     | Phoebe   | Forever Young - Alphaville                    | Satine    |
| Louis Bertignac | 9     | Léo      | Ella, elle l'a - France Gall                  | Amandine  |
| Louis Bertignac | 9     | Léo      | Ella, elle l'a - France Gall                  | Selena    |

À l'issue des battles, les équipes sont constituées comme suit :
| Louis Bertignac | Jenifer  | Patrick Fiori |
| --------------- | -------- | ------------- |
| Coline          | Lisandro | Jane          |
| Laura           | Lisandru | Swany         |
| Léo             | Justine  | Phoebe        |

### Étape 3: La finale
La finale est diffusée le 23 octobre 2015 à 20h55. Il ne reste plus que 9 candidats en lice : 3 dans chaque équipe. Dans un premier temps, le public élit le meilleur de chaque équipe.
Légende
- Sauvé(e) par le public
- Éliminé(e) de la compétition

| Coach                             | Ordre                             | Talent                            | Chanson                            | Résultat                    |
| --------------------------------- | --------------------------------- | --------------------------------- | ---------------------------------- | --------------------------- |
| Jenifer                           | 1                                 | Lisandro                          | Lettre à France - Michel Polnareff | Sauvé                       |
| Jenifer                           | 2                                 | Justine                           | Castle in the Snow - The Avener    | Éliminée                    |
| Jenifer                           | 3                                 | Lisandru                          | Que tu reviennes - Patrick Fiori   | Éliminé                     |
| Jenifer et ses finalistes         | Jenifer et ses finalistes         | Jenifer et ses finalistes         | Shake It Off - Taylor Swift        | Shake It Off - Taylor Swift |
| Louis Bertignac                   | 4                                 | Laura                             | Homeless - Marina Kaye             | Éliminée                    |
| Louis Bertignac                   | 5                                 | Coline                            | Qui a le droit… - Patrick Bruel    | Éliminée                    |
| Louis Bertignac                   | 6                                 | Léo                               | Sauver l'amour - Daniel Balavoine  | Sauvé                       |
| Louis Bertignac et ses finalistes | Louis Bertignac et ses finalistes | Louis Bertignac et ses finalistes | Love Me Do - The Beatles           | Love Me Do - The Beatles    |
| Patrick Fiori                     | 7                                 | Phoebe                            | Try - P!nk                         | Éliminée                    |
| Patrick Fiori                     | 8                                 | Swany                             | Color Gitano - Kendji Girac        | Éliminé                     |
| Patrick Fiori                     | 9                                 | Jane                              | The Rose - Bette Midler            | Sauvée                      |
| Patrick Fiori et ses finalistes   | Patrick Fiori et ses finalistes   | Patrick Fiori et ses finalistes   | C'est dit - Calogero               | C'est dit - Calogero        |

À la suite de ces prestations, il ne reste plus que trois concurrents qui chantent la chanson qui a fait retourner leur coach lors de leur première audition.
| Coach           | Ordre | Talent   | Chanson                                   |
| --------------- | ----- | -------- | ----------------------------------------- |
| Jenifer         | 1     | Lisandro | Run to You - Whitney Houston              |
| Louis Bertignac | 2     | Léo      | I Will Always Love You - Whitney Houston  |
| Patrick Fiori   | 3     | Jane     | The Prayer - Andrea Bocelli & Céline Dion |

Voici les résultats des trois derniers candidats : 
| Coach           | Ordre | Talent   | Chanson                                   | Résultat  |
| --------------- | ----- | -------- | ----------------------------------------- | --------- |
| Patrick Fiori   | 1     | Jane     | The Prayer - Andrea Bocelli & Céline Dion | Gagnante  |
| Jenifer         | 2     | Lisandro | Run to You - Whitney Houston              | Deuxième  |
| Louis Bertignac | 3     | Léo      | I Will Always Love You - Whitney Houston  | Troisième |

## Audiences
| h | Jour et horaire de diffusion                                      | Téléspectateurs | Parts de marché sur les 4 ans et plus | Classement des audiences de la soirée | Référence |
| - | ----------------------------------------------------------------- | --------------- | ------------------------------------- | ------------------------------------- | --------- |
| 1 | Vendredi 25 septembre 2015 (Audition à l'aveugle 1) 20:55 – 23:20 | 5 588 000       | 26,2 %                                | 1er                                   | [ 2 ]     |
| 2 | Vendredi 2 octobre 2015 (Audition à l'aveugle 2) 20:55 – 23:20    | 5 371 000       | 25,2 %                                | 1er                                   | [ 3 ]     |
| 3 | Vendredi 9 octobre 2015 (Audition à l'aveugle 3) 20:55 – 23:20    | 5 752 000       | 26 %                                  | 1er                                   | [ 4 ]     |
| 4 | Vendredi 16 octobre 2015 (Battles) 20:55 – 23:30                  | 5 194 000       | 24,7 %                                | 1er                                   | [ 5 ]     |
| 5 | Vendredi 23 octobre 2015 (Finale) 20:55 – 00:10                   | 5 895 000       | 28,4 %                                | 1er                                   | [ 6 ]     |

Légende :
- Plus hauts chiffres d'audience
- Plus bas chiffres d'audience